# FBK Kaunas
FBK Kaunas was een Litouwse voetbalclub uit de stad Kaunas.

## Historie
De club werd opgericht als Žalgiris Kaunas en werd twee keer Litouws kampioen ten tijde van de Sovjet-Unie, toen was de competitie een lagere klasse in het Sovjet-systeem. Na de onafhankelijk. In 1991 werd Banga vicekampioen achter Zalgiris Vilnius. Na het seizoen 1992/93 nam de club de huidige naam aan. De volgende seizoenen eindigde de club in de subtop met een derde plaats in 1998/99 als uitschieter. In de herfst van 1999 was er nog een kort overgangsseizoen want vanaf 2000 verschoof het seizoen van herfst-lente naar lente-herfst. Tijdens dat overgangsseizoen nam de club de naam Zalgiris Kaunas aan en werd kampioen. Daarna werd het weer FBK. De club greep voluit de macht en won tot 2004 onafgebroken de titel. Enkel in 2005 moest het Ekranas Panevezys laten voorgaan, maar in 2006 won FBK weer de titel.
Op 20 maart 2009 trok de club zich terug voor de A Lyga en werd door de Litouwse voetbalbond terug verwezen daar de derde divisie. In 2011 keerde de club terug op het hoogste niveau. Voor 2012 kreeg de club geen licentie voor het hoogste niveau en komt wederom uit in de 1 Lyga. Daarin komt de club vanwege financiële problemen echter niet meer in actie.

## Nieuwe club
In mei 2012 werd onder de oude naam door supporters van de club een nieuwe amateurvereniging opgericht die op het vierde niveau in de regionale competitie rond Kaunas uit zal komen. In 2013 werd de II Lyga bereikt waar in de club in 2014 kampioen werd. In 2015 speelde de club weer in de 1 Lyga. In 2016 degradeerde FBK Kaunas terug naar de II Lyga. Begin 2017 werd de club vanwege financiële problemen opgeheven.

## Erelijst
- Kampioen SSR Litouwen

1986, 1989
- Landskampioen

1999, 2000, 2001, 2002, 2003, 2004, 2006, 2007
- Beker van Litouwen

Winnaar: 2002, 2004, 2005, 2008
Finalist: 1998, 1999
- Litouwse Supercup

2002, 2004, 2007
- GOS beker

Finalist: 2006

## Naamsveranderingen
- 1945 – Žalgiris Kaunas
- 1959 : Banga Kaunas
- 1993 : FBK Kaunas
- 1999 : FK Zalgiris Kaunas
- 2000 : FBK Kaunas

## In Europa
FBK Kaunas speelt sinds 1996 in diverse Europese competities. Hieronder staan de competities en in welke seizoenen de club deelnam:
- Champions League (8x)

2000/01, 2001/02, 2002/03, 2003/04, 2004/05, 2005/06, 2007/08, 2008/09
- Europa League (1x)

2009/10
- UEFA Cup (3x)

1999/00, 2006/07, 2008/09
- Intertoto Cup (2x)

1996, 1997

## Bekende (ex-)spelers
- Esteban Dreer
- Edgaras Jankauskas
- Gintaras Juodeikis
- Andrius Velička